# آب
آب یک ترکیب معدنی، شفاف، بی‌مزه، بدون بو و تقریباً بی‌رنگ است که مادهٔ اصلی تشکیل دهندهٔ هیدروسفر کره زمین و مایعات موجود در همهٔ موجودات زنده شناخته شده است (که به عنوان حلال عمل می‌کند). با اینکه آب هیچ نوع کالری یا مواد مغذی آلی ندارد، وجودش برای همه اَشکال شناخته شدهٔ حیات، الزامی است و در صورت اتمام آن، حیات روی کره زمین پایان می‌یابد. فرمول شیمیایی آن H2O است؛ به این معنی که هر یک از مولکول‌های آن، حاوی یک اکسیژن و دو اتم هیدروژن است که توسط پیوندهای کووالانسی به هم متصل شده‌اند. دو اتم هیدروژن با زاویه ۱۰۴٫۴۵ درجه به یک اتم اکسیژن متصل می‌شوند.
بیشترین چگالی آب خالص در دمای ۳٫۹۸ درجه سلسیوس (۳۹٫۱۶ درجه فارنهایت) حاصل می‌شود که برابر ۱ گرم بر سانتی‌متر مکعب یا ۱۰۰۰ کیلوگرم بر متر مکعب است.
آب نقش بسیار مهمی در اقتصاد جهان دارد. نزدیک به ۷۰٪ آب شیرین مصرفی توسط انسان در کشاورزی مصرف می‌شود. ماهی‌گیری در آب‌های شیرین و شور، یکی از منابع اصلی درآمد در بسیاری از کشورها است. بیشتر کالاهای مصرفی و اساسی از طریق مسیرهای آبی و توسط کشتی‌ها و قایق‌ها جابه‌جا می‌شود. در کاربردهای سرمایش و گرمایش خانگی و صنعتی از مقادیر زیادی آب و بخار استفاده می‌شود. آب، حلالی عالی برای بسیاری از مواد معدنی و آلی محسوب می‌شود و به همین دلیل در مصارف صنعتی و خانگی مانند آشپزی و شُستشو کاربرد فراوانی دارد. آب، یخ و برف در بعضی ورزش‌ها و بازی‌های تفریحی مانند شنا، قایق‌رانی، اسکی روی یخ و غیره نقش اساسی دارند.

## ویژگی‌های فیزیکی و شیمیایی
آب (H2O) یک ترکیب معدنی قطبی است که در دمای اتاق مایع، بی‌مزه، بی‌بو و تقریباً بی‌رنگ است. این ماده به دلیل قابلیت آن در حل مواد بسیار زیادی به عنوان «حلال جهانی» شناخته می‌شود. در حقیقت آبی که در طبیعت یافت می‌شود، تقریباً همیشه دارای چندین ماده حل شده در آن می‌باشد و برای تولید آب خالص باید فرایندهای بسیاری انجام شود. آب تنها ماده رایجی است که در شرایط عادی کره زمین، به صورت جامد، مایع و گاز وجود دارد.

### حالت‌ها
همراه با اکسیدان، آب یکی از دو نام رسمی برای ترکیب شیمیایی H2O است؛ همچنین به فاز مایع H
2O آب گفته می‌شود. دو حالت متداول دیگر آب، فاز جامد آن است که به آن یخ می‌گویند؛ و فاز گازی آب که به آن بخار آب یا بخار می‌گویند. افزودن یا حذف گرما می‌تواند باعث تغییر فاز شود: انجماد (آب به یخ)، ذوب شدن (یخ به آب)، تبخیر (آب به بخار)، چگالش (بخار به آب)، تصعید (یخ به بخار) و رسوب (بخار به یخ).

#### چگالی
چگالی آب برخلاف اکثر مایعات با انجماد کاهش می‌یابد. در فشار ۱ اتمسفر و دمای ۳٫۲۹ درجه سلسیوس، آب به بالاترین چگالی خود یعنی ۱۰۰۰ کیلوگرم بر متر مکعب می‌رسد. چگالی یخ ۹۱۷ کیلوگرم بر متر مکعب بوده و حجم آن ۹٪ افزایش می‌یابد. این افزایش حجم می‌تواند باعث ایجاد فشارهای بسیار زیادی شود به گونه‌ای که باعث ترکیدگی لوله‌ها و ترک برداشتن تخته‌سنگ‌ها شود.
در یک دریاچه یا اقیانوس، آب در دمای ۴ درجه سلسیوس (۳۹٫۲ درجه فارنهایت) به پایین رفته و یخ در سطح آن تشکیل می‌شود و روی آب مایع شناور می‌شود. این یخ آب زیر را عایق بندی کرده و از انجماد آن جلوگیری می‌کند. اگر این محافظت وجود نداشت بیشتر موجودات آبزی در زمستان از بین می‌رفتند.

#### نقطه سه‌گانه و نقطه بحرانی

نمودار فازی آب (ساده‌سازی شده)

در نمودار فازی فشار-دما (شکل را ببینید)، منحنی‌هایی وجود دارد که ماده جامد را از بخار، بخار را از مایعات، و مایع را از جامد جدا می‌کند. این منحنی‌ها در یک نقطه واحد به نام نقطه سه‌گانه با هم برخورد می‌کنند؛ جایی که هر سه حالت می‌توانند در کنار هم وجود داشته باشند. نقطه سه‌گانه آب در دمای ۲۷۳٫۱۶ کلوین (۰٫۰۱ درجه سلسیوس) و فشار ۶۱۱٫۶۵۷ پاسکال (۰٫۰۰۶۰۴ اتمسفر) قرار دارد. این فشار، کمترین فشاری است که آب می‌تواند به صورت مایع در آن، وجود داشته باشد. تا سال ۲۰۱۹، از نقطه سه‌گانه برای تعریف مقیاس دمای کلوین استفاده می‌شد.
منحنی فازی آب - بخار در ۶۴۷٫۰۹۶ کلوین (۳۷۳٫۹۴۶ درجه سلسیوس؛ ۷۰۵٫۱۰۳ درجه فارنهایت) و ۲۲٫۰۶۴ مگاپاسکال (۳٫۲۰۰٫۱ پوند بر اینچ مربع؛ ۲۱۷٫۷۵ اتمسفر) خاتمه می‌یابد. این نقطه به عنوان نقطه بحرانی شناخته می‌شود. در دماها و فشارهای بالاتر، فازهای مایع و بخار، فاز پیوسته‌ای را تشکیل می‌دهند که سیال فوق بحرانی نامیده می‌شود. می‌توان آن را به تدریج بین چگالی‌های گازمانند و مایع‌مانند، فشرده یا منبسط کرد؛ خواص آن (که کاملاً متفاوت از آب محیط هستند) به چگالی، حساس هستند؛ برای مثال، در فشار و دمای مناسب می‌تواند آزادانه با ترکیبات غیر قطبی، از جمله، بیشتر ترکیبات آلی، مخلوط شود. این امر استفاده از آن را در کاربردهای مختلف از جمله، الکتروشیمی درجه حرارت بالا و به‌عنوان یک حلال یا کاتالیزور خوش‌خیم از نظر زیست‌محیطی در واکنش‌های شیمیایی شامل ترکیبات آلی، مفید می‌کند. در گوشته زمین، در هنگام تشکیل، انحلال و رسوب مواد معدنی به‌عنوان یک حلال عمل می‌کند.

### رنگ و ظاهر
آب خالص به‌دلیل جذب نور در محدوده تقریبی ۶۰۰ تا ۸۰۰ نانومتر، از لحاظ ظاهری، آبی به نظر می‌رسد؛ این رنگ را به راحتی می‌توان با قرار دادن یک لیوان آب خالص در زیر نور آفتاب، در روبه‌روی یک دیوار کاملاً سفید رنگ مشاهده کرد. در طبیعت، به دلیل وجود مواد جامد معلق یا جلبک، ممکن است که این رنگ آبی به سبز نیز تغییر یابد.

### مولکول قطبی

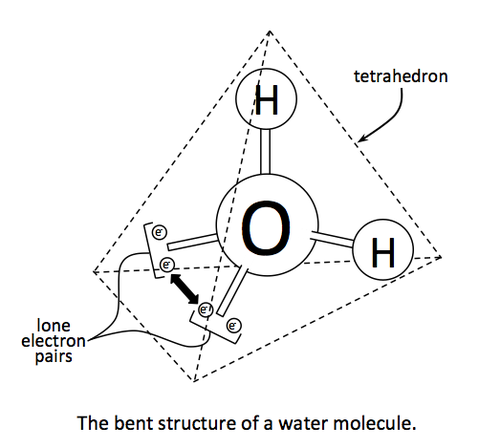
ساختار چهاروجهی مولکول آب.

در یک مولکول آب، اتم‌های هیدروژن با اتم اکسیژن، زاویه ۱۰۴٫۵ درجه تشکیل می‌دهند. اتم‌های هیدروژن نزدیک به دو گوشه یک چهاروَجهی است که مرکز آن، اکسیژن است؛ در دو گوشه دیگر، جفت‌های منفرد الکترون‌های ظرفیتی قرار دارند که در پیوند، شرکت نمی‌کنند. در یک چهاروجهی کامل، اتم‌ها زاویه ۱۰۹٫۵ درجه تشکیل می‌دهند؛ اما دافعه بین جفت الکترون غیرپیوندی بیشتر از دافعه بین اتم‌های هیدروژن است. طول پیوند O–H در حدود ۰٫۰۹۶ نانومتر است.
برخی از مواد دیگر نیز دارای ساختار مولکولی چهاروجهی هستند؛ برای مثال، متان (CH4) و سولفید هیدروژن (H2S). با این حال، اکسیژن اکترونگاتیویته بیشتری نسبت به اکثر سایر عناصر دارد (یعنی الکترون‌های خود را محکم‌تر نگه می‌دارد)؛ در نتیجه، اتم اکسیژن بار منفی را حفظ می‌کند در حالی که اتم‌های هیدروژن بار مثبت دارند. این امر باعث انحنای ساختار مولکولی آب شده و همچنین به آن یک گشتاور دوقطبی الکتریکی می‌دهد و باعث می‌شود که آن را با نام مولکول قطبی طبقه‌بندی کنند.
آب یک حلال قطبی خوب است که بسیاری از نمک‌ها و مولکول‌های آلی آب‌دوست مانند قندها و الکل‌های ساده، مانند اتانول را حل می‌کند. آب همچنین بسیاری از گازها، مانند اکسیژن و دی‌اکسید کربن را حل می‌کند. علاوه بر این، بسیاری از مواد موجودات زنده مانند پروتئین‌ها، DNA و پلی ساکاریدها در آب حل می‌شوند.
بسیاری از مواد آلی (مانند چربی‌ها و روغن‌ها و آلکان‌ها) آبگریز هستند؛ یعنی در آب محلول نیستند. بسیاری از مواد غیر آلی نیز محلول نیستند؛ از جمله، اکثر اکسیدهای فلزات، سولفیدها و سیلیکات‌ها.

## منابع آب در کره زمین

نقشه جهانی میانگین بارندگی طولانی مدت در ماه‌های مختلف بر اساس داده‌هایی از سال‌های ۱۹۶۱–۱۹۹۰

## استفاده از آب

سرانه برداشت آب کل برای مصارف کشاورزی، صنعتی و شهری، برحسب متر مکعب بر سال، که در سال ۲۰۱۰ اندازه‌گیری شده است.

#### کشاورزی

نیاز آب به ازای هر تن محصول غذایی
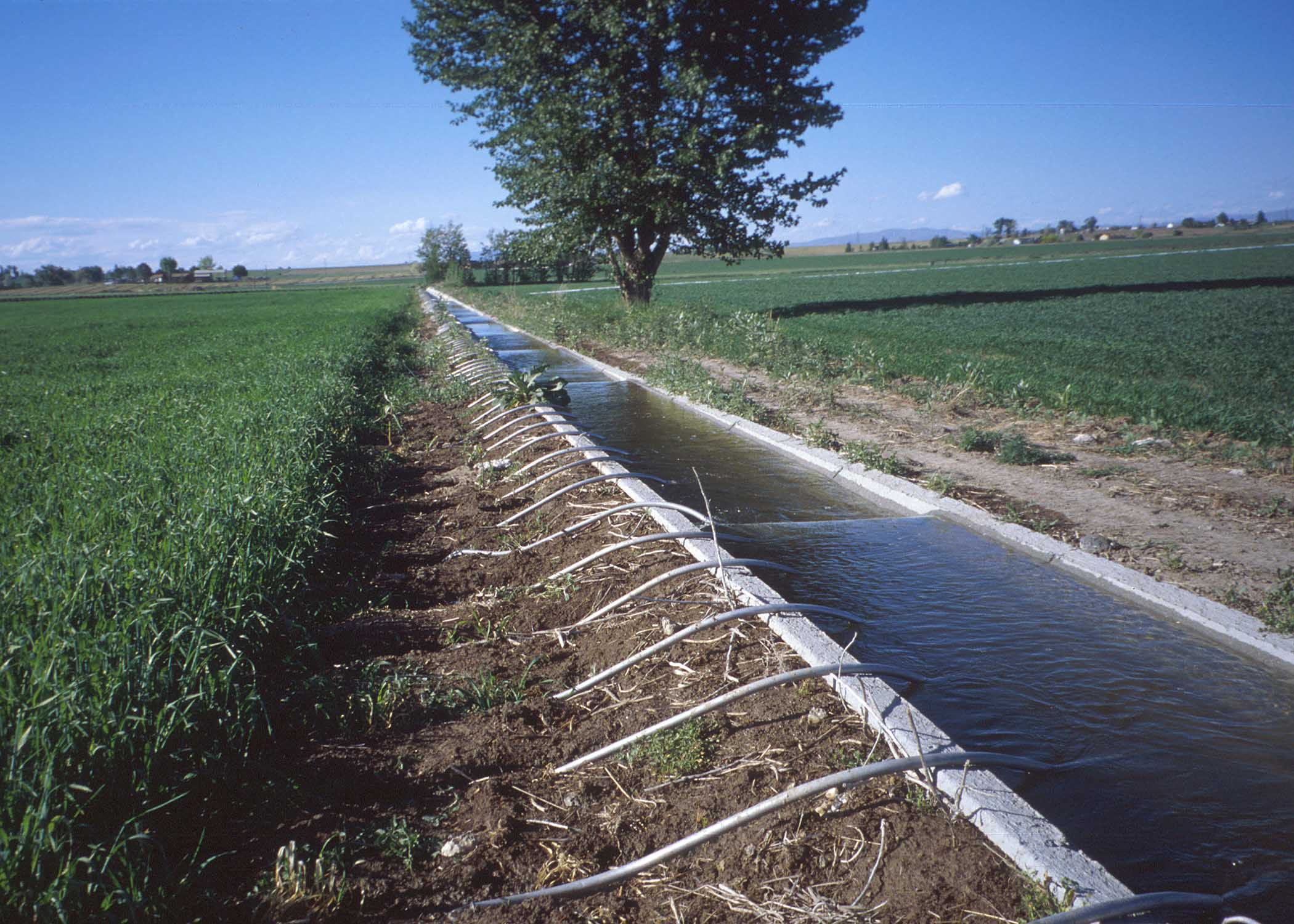
آبیاری محصولات زراعی

#### آشامیدن

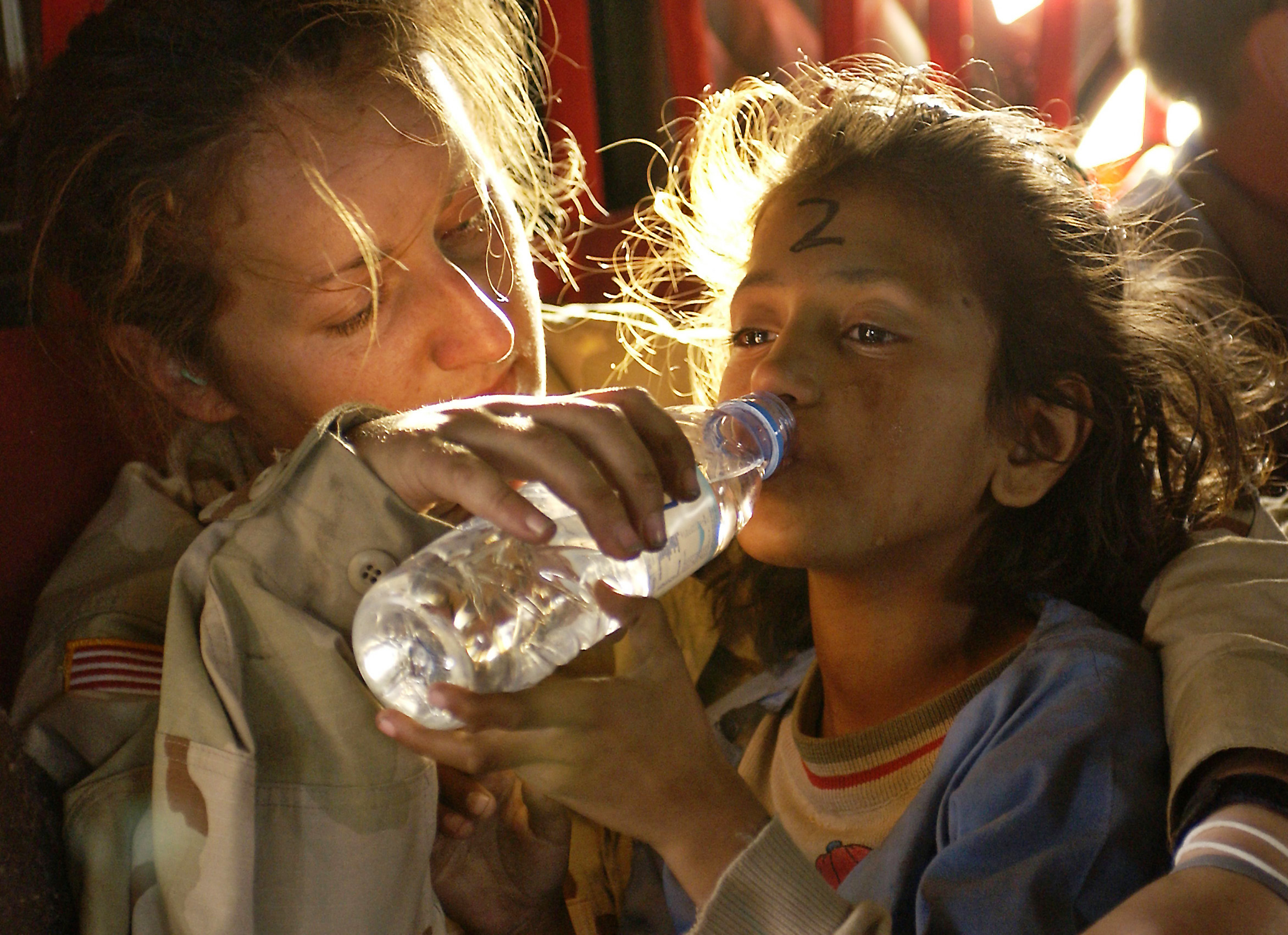
یک کودک دختر در حال نوشیدن یک بطری آب آشامیدنی

## کمبود آب

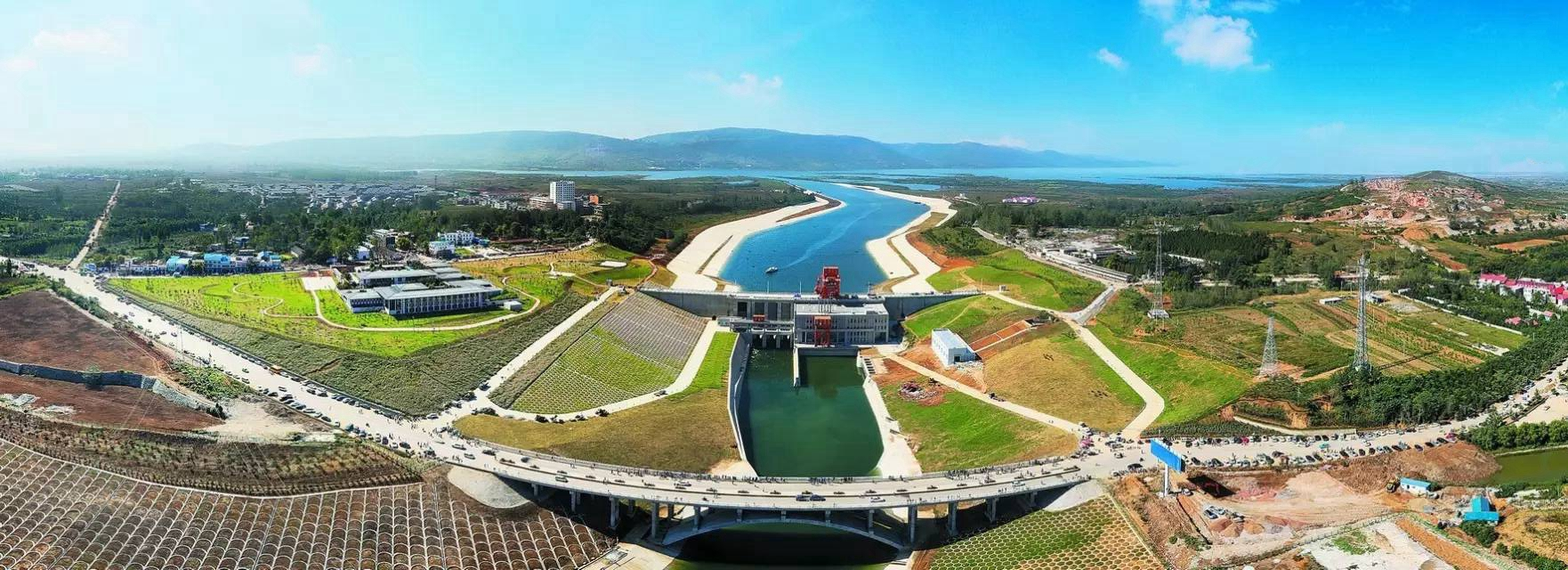
نقطه شروع پروژه انتقال آب جنوب به شمال مسیر مرکزی در شهرستان Xichuan، چین. ساخت این ابرپروژه چندین دهه طول کشیده است، که هدف آن جابجا کردن ۴۴٫۸ میلیارد متر مکعب آب در سال است. تا سال ۲۰۱۴، بیش از ۷۹ میلیارد دلار برای ساخت آن هزینه شده است که این پروژه را به یکی از بلند پروازانه‌ترین و گران‌ترین پروژه‌های مهندسی تاریخ بشر تبدیل کرده است. هدف چینی‌ها از این پروژه حل مشکل کم‌آبی در شمال چین است.

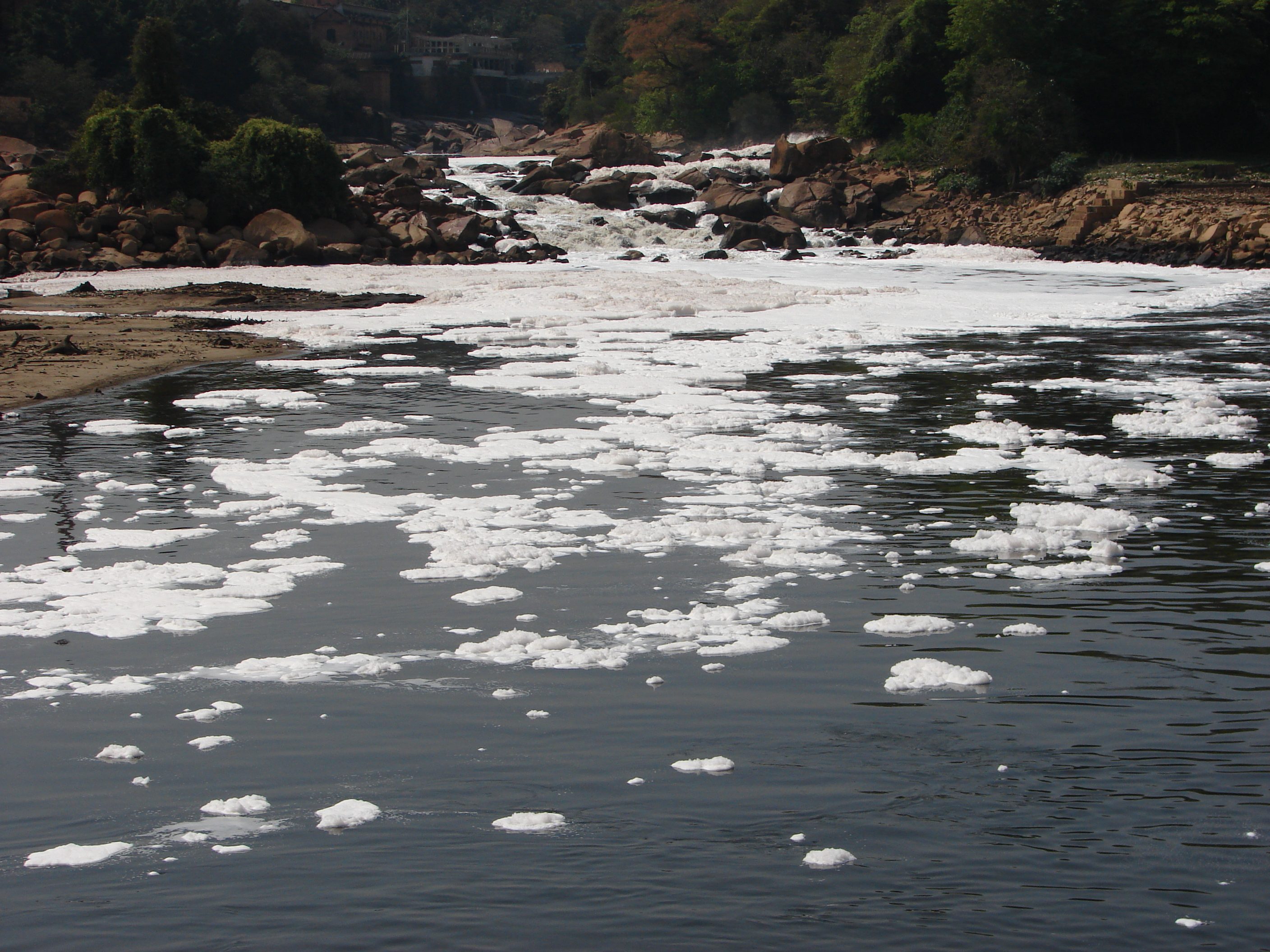
آلودگی آب‌های رودخانهٔ تیته در برزیل. در بسیاری از کشورها، علی‌رغم وجود منابع کافی آب شیرین، تأمین آب آشامیدنی سالم با مشکل روبه‌رو است.

### شینتو

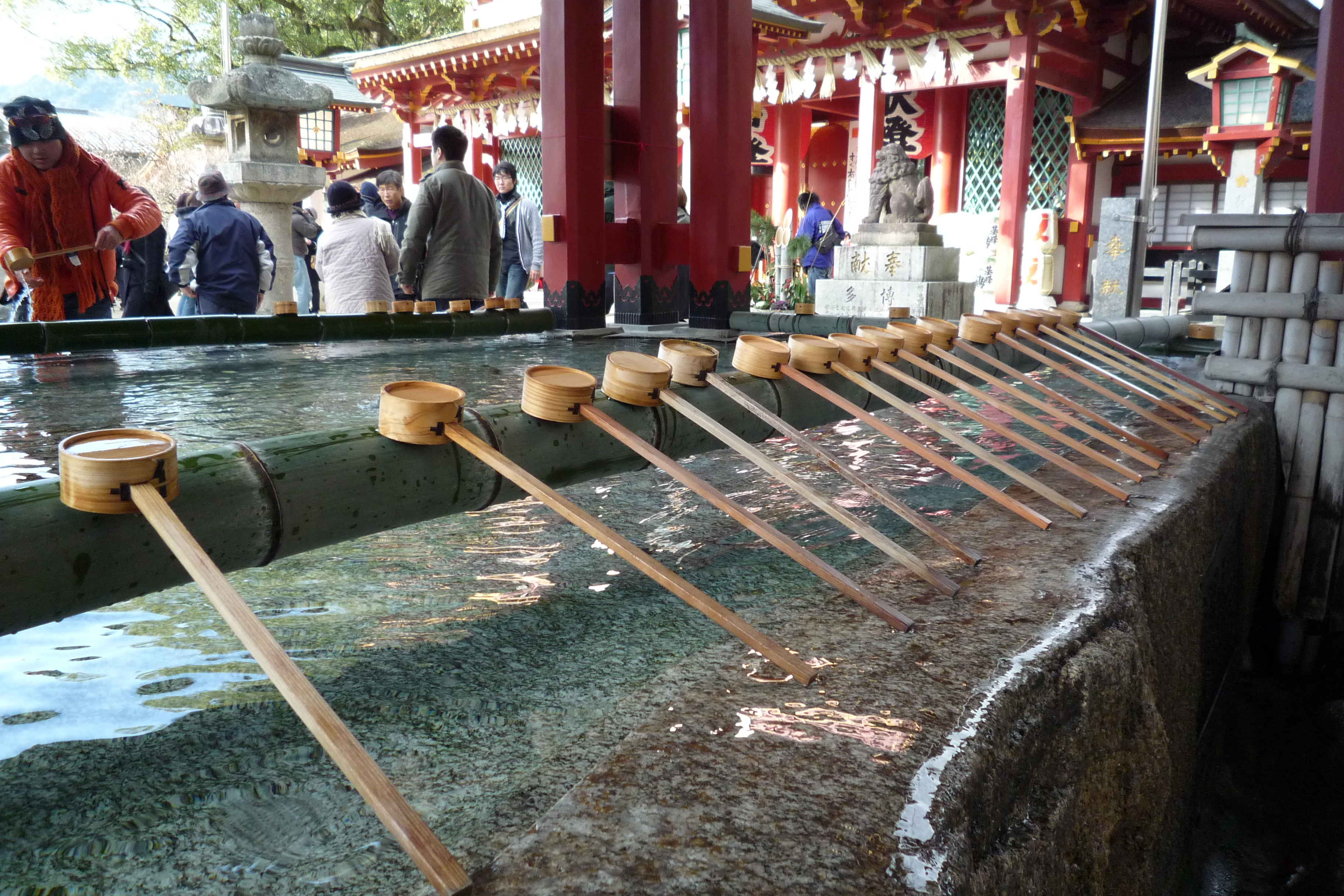
تمیزویا

### مسیحیت

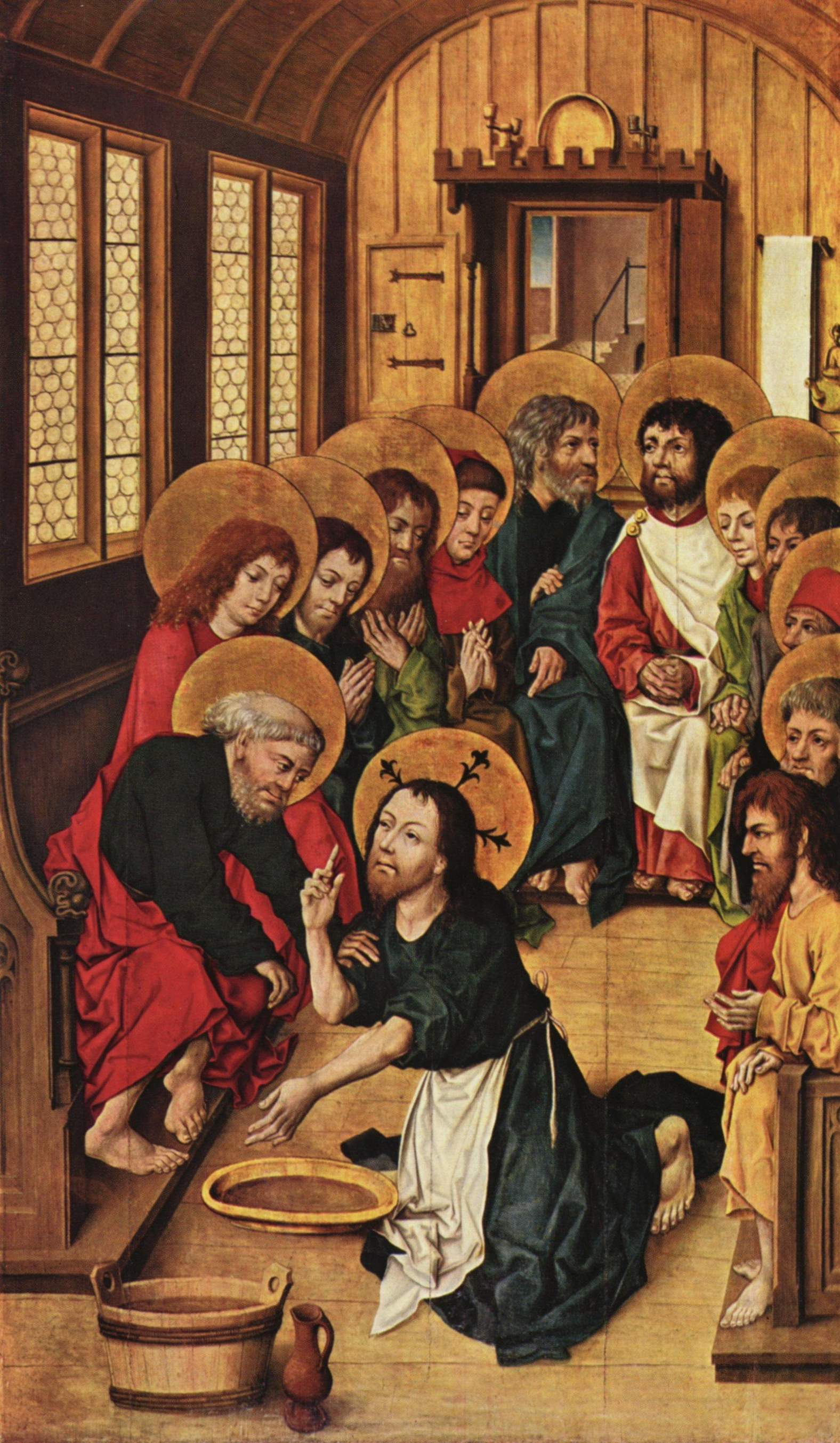
مسیح پای رسولان را می‌شوید از مایستا دس هاوخبوخس، ۱۴۷۵ (گملدگالری، برلین)